# Marie-Rose Gaillard
Marie-Rose Gaillard (* 19. August 1944 in Thimister-Clermont, Provinz Lüttich; † 18. Juni 2022 in Aywaille, Provinz Lüttich) war eine belgische Radsportlerin und Weltmeisterin.

## Sportliche Laufbahn
Mit 16 Jahren fuhr Marie-Rose Gaillard ihr erstes Radrennen, auf einem Fahrrad, das sie sich von ihrem Bruder geliehen hatte. Zwei Jahre später – 1962 – startete sie bei den Straßenweltmeisterschaften im italienischen Salo. Dabei siegte sie als Solistin mit einem Vorsprung von nahezu drei Minuten und wurde Weltmeisterin. Ihre Landsfrauen, Yvonne Reynders (25) und Marie-Thérèse Naessens (23), komplettierten das Podium, indem sie die ersten beiden Plätze im Sprint belegten. Bis einschließlich 2022 war sie eine von drei belgischen Radrennfahrerinnen (Yvonne Reynders und Nicole Van Den Broeck), die Weltmeisterinnen wurde.
Auch in den folgenden Jahren konnte sich Gaillard bei Weltmeisterschaften unten den Top Ten platzieren: 1963 belegte sie Rang zehn, 1964 Rang vier, und 1966 wurde sie Achte. 1966 errang sie den belgischen Meistertitel auf der Straße.

## Diverses
Nach ihrem Rücktritt vom aktiven Radsport engagierte sich Marie-Rose Gaillard, die von Beruf Schneiderin war, weiterhin im Radsport. Sie gehörte zu den Mitbegründern des Vélo Club Ourhe-Amblève. In diesem Verein begann der belgische Radsportler Philippe Gilbert seine sportliche Laufbahn, der sie „Tante“ nannte, obwohl sie nicht mit ihm verwandt war.

## Erfolge
1962
- Weltmeisterin – Straßenrennen

1966
- Belgische Meisterin – Straßenrennen